# Liste der Bodendenkmale in Burgstall (Landkreis Börde)
In der Liste der Bodendenkmale in Burgstall sind alle Bodendenkmale der Gemeinde Burgstall und ihrer Ortsteile aufgelistet. Grundlage ist die Veröffentlichung der Landesdenkmalliste mit Stand vom 25. Februar 2016.  Die Baudenkmale sind in der Liste der Kulturdenkmale in Burgstall (Landkreis Börde) aufgeführt.

Der Link (Karte oder Lage) führt zu verschiedenen Kartendiensten mit der Position des Kulturdenkmals. Fehlt dieser Link, wurden die Koordinaten noch nicht eingetragen. Sind diese bekannt, können sie über ein Tool mit einer Kartenansicht einfach nachgetragen werden. In dieser Kartenansicht sind Kulturdenkmale ohne Koordinaten mit einem roten bzw. orangen Marker dargestellt und können durch Verschieben auf die richtige Position in der Karte mit Koordinaten versehen werden. Kulturdenkmale ohne Bild sind an einem blauen bzw. roten Marker erkennbar.

| Denkmal-ID | Fundart            | Ortsteil      | Bezeichnung            | Zeitstellung | Lage                                                                             | Bemerkungen | Bild |
| ---------- | ------------------ | ------------- | ---------------------- | ------------ | -------------------------------------------------------------------------------- | --- | ---- |
| 428310367  | Befestigung > Burg | Burgstall     | Burganlage             | Mittelalter  | im Ort (Lage)                                                                    | ältester Teil der Anlage wohl Hügel unter der Kirche. Kleiner runder Hügel im Garten der „Alten Försterei“. Höhe des Hügels ca. 5 m, im Ostteil durch Kellereinbau gestört. |      |
| 428310366  | Befestigung > Burg | Dolle         | Burganlage             | Mittelalter  | auf einer Sandkuppe ca. 0,2 km westlich der Kirche (Lage)                        | |      |
| 428310357  | besonderer Stein   | Sandbeiendorf | Steinkreuz             | undatiert    | im Ort, verbaut in der Kirchenmauer, rechts neben dem Tor (Lage)                 | Eingemauert in Ziegelmauer, in den Zwickeln anscheinend Feldsteine. |      |
| 428310356  | Befestigung        | Sandbeiendorf | abgetragene Burganlage | Mittelalter  | ca. 200 m nordöstlich des Ortes („Pfingstburg“/ „Pfingstberg“ / „Burgstücke“) () | |      |